# Нанси Дейвис
Нанси Джен Дейвис (на английски: Nancy Jan Davis) е астронавт на НАСА, участник в три космически полета.

## Образование
Нанси Дейвис завършва колеж в Хънтсвил, Алабама през 1971 г. През 1975 г. завършва Технологичния институт в Джорджия с бакалавърска степен по биология. През 1977 г. завършва инженерна механика в Университета Обърн, Алабама. През 1983 г. става магистър, а през 1985 г. – доктор по инженерна механика в Университета на Алабама в град Хънтсвил.

## Служба в НАСА
Нанси Дейвис е избрана за астронавт от НАСА на 5 юни 1987 г., Астронавтска група №12. Участник е в три космически полета и има повече от 673 часа в космоса.

### Космически полети
| Космически полет на Нанси Джен Дейвис                           | Космически полет на Нанси Джен Дейвис | Космически полет на Нанси Джен Дейвис | Космически полет на Нанси Джен Дейвис | Космически полет на Нанси Джен Дейвис             | Космически полет на Нанси Джен Дейвис | Космически полет на Нанси Джен Дейвис |
| №                                                               | Дата                                  | КК                                    | Емблема на мисията                    | Функции                                           | Продължителност                       |                                       |
| --------------------------------------------------------------- | ------------------------------------- | ------------------------------------- | ------------------------------------- | ------------------------------------------------- | ------------------------------------- | ------------------------------------- |
| 1                                                               | 12 септември 1992                     | „Индевър“, мисия STS-47               | STS-47                                | Специалист на мисията                             | 7 денонощия 22 час 30 мин. 23 сек.    |                                       |
| 2                                                               | 3 февруари 1994                       | „Дискавъри“, мисия STS-60             |                                       | Специалист на мисията                             | 8 денонощия 07 час 09 мин. 22 сек.    |                                       |
| 3                                                               | 7 август 1997                         | „Дискавъри“, мисия STS-85             |                                       | Специалист на мисията, Командир на полезния товар | 11 денонощия 20 час 28 мин. 07 сек.   |                                       |
| Сумарно време в космоса – 28 денонощия 02 час 07 минути 52 сек. |                                       |                                       |                                       |                                                   |                                       |                                       |

## След НАСА
Нанси Дейвис напуска НАСА през юни 1999 г. Прехвърлена е на работа в Космическия център Маршал, Алабама, където заема длъжността „директор на летателните проекти“. Пенсионира се през 2005 г. Работи като вицепрезидент и изпълнителен директор на Джейкъбс груп (на английски: Jacobs Engineering Group Inc.), Пасадина, Калифорния.

## Награди
- Медал на НАСА за изключително лидерство (1998 г.);
- Медал на НАСА за изключителни заслуги (1995 и 2002 г.);
- Медал на НАСА за участие в космически полет (1992, 1994 и 1997 г.).